# Mina (lunfardo)
El Diccionario de americanismos define mina como una palabra utilizada para referirse a una «mujer» en Bolivia, Paraguay, Argentina y Uruguay, y a una «prostituta» en Venezuela y Bolivia. Además, este término es frecuente en la letra de diversos tangos.

## Etimología, vocablos derivados y otras palabras equivalentes
José Gobello cita una cuarteta que  aparece en el artículo Los Beduinos Urbanos de Benigno B. Lugones publicado en La Nación el 17 de marzo de 1879, uno de los primeros trabajos sobre lunfardo que se conocen:

”Estando en el bolín polizando
Se presentó el mayorengo
A portarlo encana vengo
Su mina lo ha delatado”.

Mario E. Teruggi recoge la versión que da Augusto Malaret en su Diccionario de americanismos según la cual se usó “mina” en el sentido de que la mujer era una mina de oro para el rufián que la explotaba. Gobello opina que el vocablo proviene  del italiano “minna”, mujer o, figuradamente, prostituta joven y hermosa. Para Fernando Hugo Casullo en su Diccionario de voces vulgares y lunfardas y para Ernesto Goldar en La “Mala Vida” , la palabra es un lusitanismo o brasilerismo por contracción del portugués “menina” que significa muchacha. y Teruggi menciona que S. Menincanti y A. Spiller en su Vocabolario del milanese d’ oggi informan que en el dialecto milanés mina era la prostituta que daba dinero a su rufián, significado que luego cambió para designar a la novia “decente”.
Después de señalar que tratándose Argentina y Brasil de dos países limítrofes, es inevitable que se produzca un intercambio lingüístico que abarque no solamente palabras de la lengua corriente sino, también términos del  lunfardo y de la gíria, su equivalente brasilera, sin que en muchos casos pueda determinarse a ciencia cierta dónde estuvo el lugar de procedencia original, y agrega que en el caso de “mina” su significado en los dos países es idéntico.
Otras voces lunfardas con significado de mujer son papa, percanta, naifa, grela, las inversiones “jermu” o “nami” y los metaplasmos por adición, minerva, papusa, papirusa, entre otras.
Dice un verso del poeta Felipe H. Fernández (Yacaré):

Yo a la mina le bato paica,feba, catriela,
percanta, cosa, piba,budín o percantina,

Chata, bestia, garaba, peor es nada o fémina

Cusifai, adorada, chiruza, nami o grela.

## La mina en el tango
Con el análisis de los tangos más populares puede observarse que va evolucionando la forma en que los letristas dan a sus personajes femeninos.
En las décadas de 1900 y 1910 se hace referencia por una parte a la mujer como fiel compañera que ama tanto a “su dueño” como a la patria y cuya felicidad es posible, en gran medida, gracias a las cualidades que marcan su conducta en la vida: dulzura, ternura, pasión, generosidad, sencillez, gentileza; virtudes todas ellas al servicio del hombre y de la patria, pero,  por la otra, a las mujeres que han “caído” y allí aparece ese tono moralizante  que será frecuente en adelante  y habla sin disimulo de la vinculación entre el mundo de la prostitución y las drogas.
Carlos Mina afirma que hasta mediados de la década de 1930 casi no existían en el tango mujeres que no pertenecieran a una de las dos categorías: las madres o las milonguitas, las mujeres de los lugares bailables. Esto era consecuencia de una visión masculina que implicaba una doble moral: en el hogar, la mujer decente cuyo arquetipo era la madre y fuera de ella, la mujer liberada, tal vez encuadrada en una prostitución por entonces permitida, pero ligado a un goce más desinhibido descripto como “vicio” por los mismos narradores.
Respecto de la “caída” de la mujer, un grupo de autores encabezado por Samuel Linning y su Milonguita (1920) -“los hombres te han hecho mal”- sindica como  responsables a los hombres, en especial el bacán, el magnate, el niño bien; con el mismo espíritu está De mi barrio, de Enrique Cadícamo y Mano cruel de Armando Tagini.. En la acera opuesta, que podemos considerar la del realismo narrativo, están quienes sin desconocer la culpa masculina ven el camino de la milonguera como una elección de vida. Así Pascual Contursi en Flor de fango le dice a la protagonista “los amigos te engrupieron y esos mismos te perdieron” pero también “te entregastes a las farras…te gustaban las alhajas, los vestidos a la moda…”  y, con mayor acritud, Celedonio Flores  increpa a Margot: “Son macanas, no fue un guapo haragán y prepotente ni un cafisho veterano el que al vicio te largó, vos rodaste por tu culpa y no fue inocentemente ¡berretines de bacana que tenías en la mente!...” 
Entre 1929 y 1935 comenzó una transición en la que aparecieron personajes femeninos más acordes con la imagen de la poesía amatoria universal: De todo te olvidas, de Enrique Cadícamo, Misa de once, de Tagini, La uruguayita Lucía, de López Barreto, La viajera perdida de Blomberg, Mi Buenos Aires querido y El día que me quieras de Alfredo Le Pera.
Desde la década de 1940 prácticamente desaparecieron las referencias a la madre en las letras de tango. Los poetas comenzaron a reflejar otro sector de la sociedad: la clase media. Ya no hay mujeres engañadas, arrastradas por el fango, o presas de una soltería no querida. Hay una actitud menos extremista frente a las relaciones amorosas y a sus protagonistas; ya no hay ángeles o demonios, mujeres libres o esclavas, puras o perdidas. El destino –o sea las razones imponderables- incide en las relaciones con una fuerza y frecuencia antes desconocida.